# Dune du Pilat
De Dune du Pilat aan de Côte d'Argent in het Franse departement Gironde is de hoogste duin van Europa.

## Ligging en naamgeving
De Dune du Pilat strekt zich over 500 meter uit van oost naar west en over drie kilometer van noord naar zuid, nabij het Bassin d'Arcachon en bevat ongeveer 60 miljoen kubieke meter zand. Hij bevindt zich op het grondgebied van de Franse gemeente La Teste-de-Buch, nabij Arcachon, te midden van de Landes de Gascogne. In juli 2019 stak hij 106,4 meter boven de zeespiegel uit.  Het lijkt erop dat hij in de loop der jaren lager wordt. In 2019 was hij zo'n 4 meter lager dan in 2016.
De naam van de duin is afgeleid van het woord pilla dat stapel of hoop betekent in het Gascons. Oorspronkelijk, in de 15e eeuw, werd met 'Dune du Pyla' een zandbank bedoeld die iets ten noorden lag van de huidige duin.
In juli 2022 woedde er een grote bosbrand in het bos van La Teste-de-Buch in de nabijheid van het duin, waarbij zo'n 70 vierkante kilometer afbrandde.

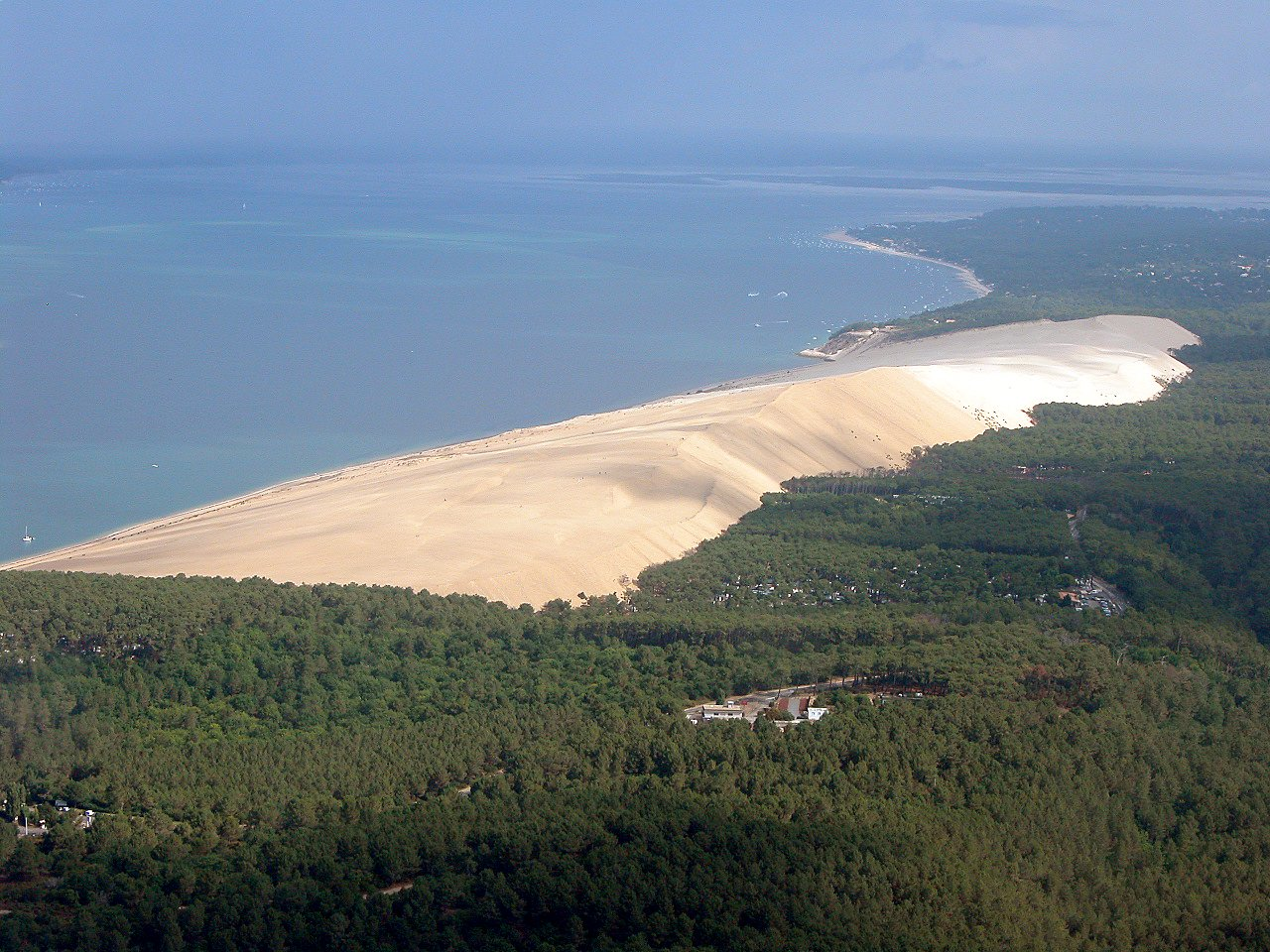
Luchtfoto van de Dune du Pilat

### Pad naar de top van de duin

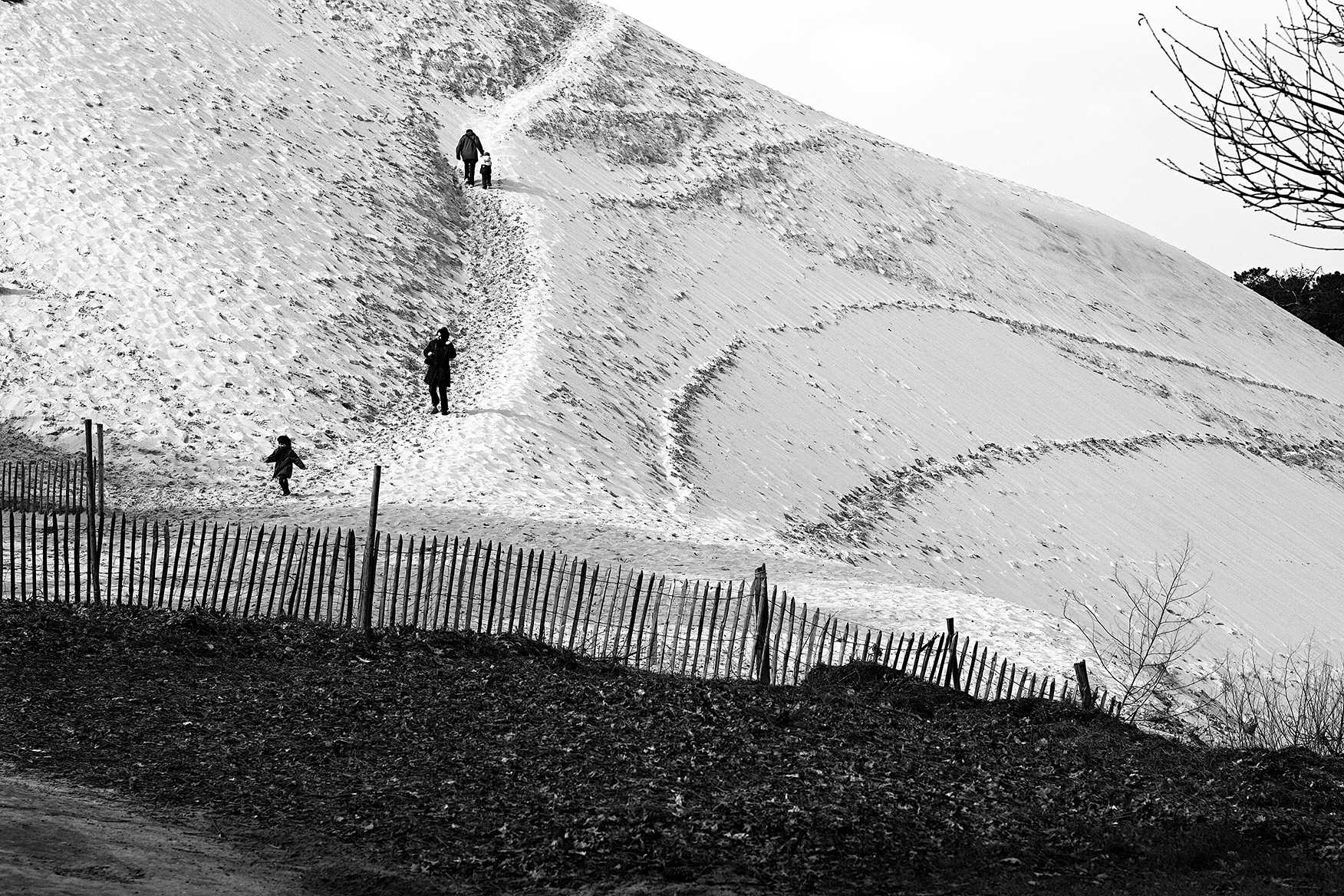
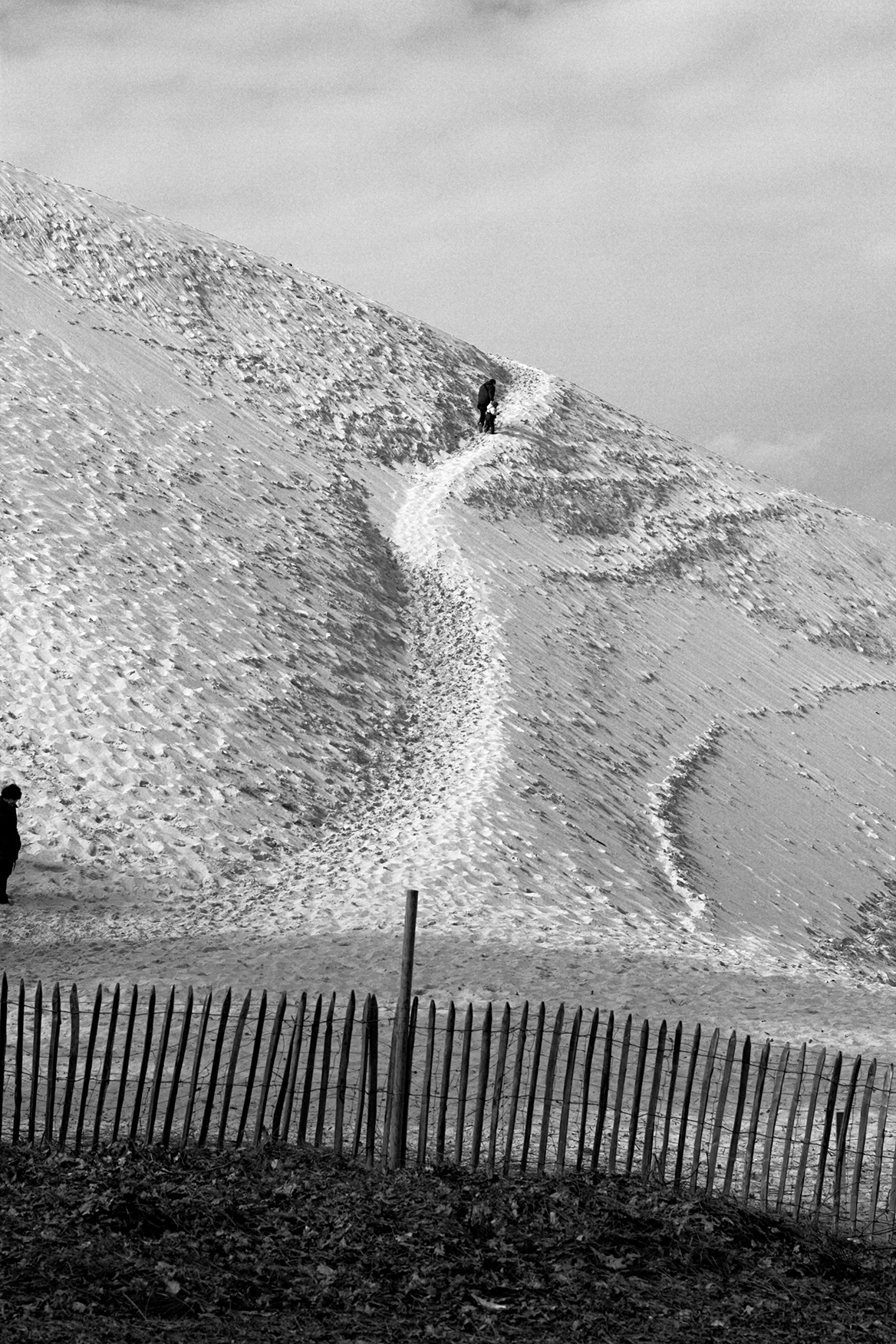
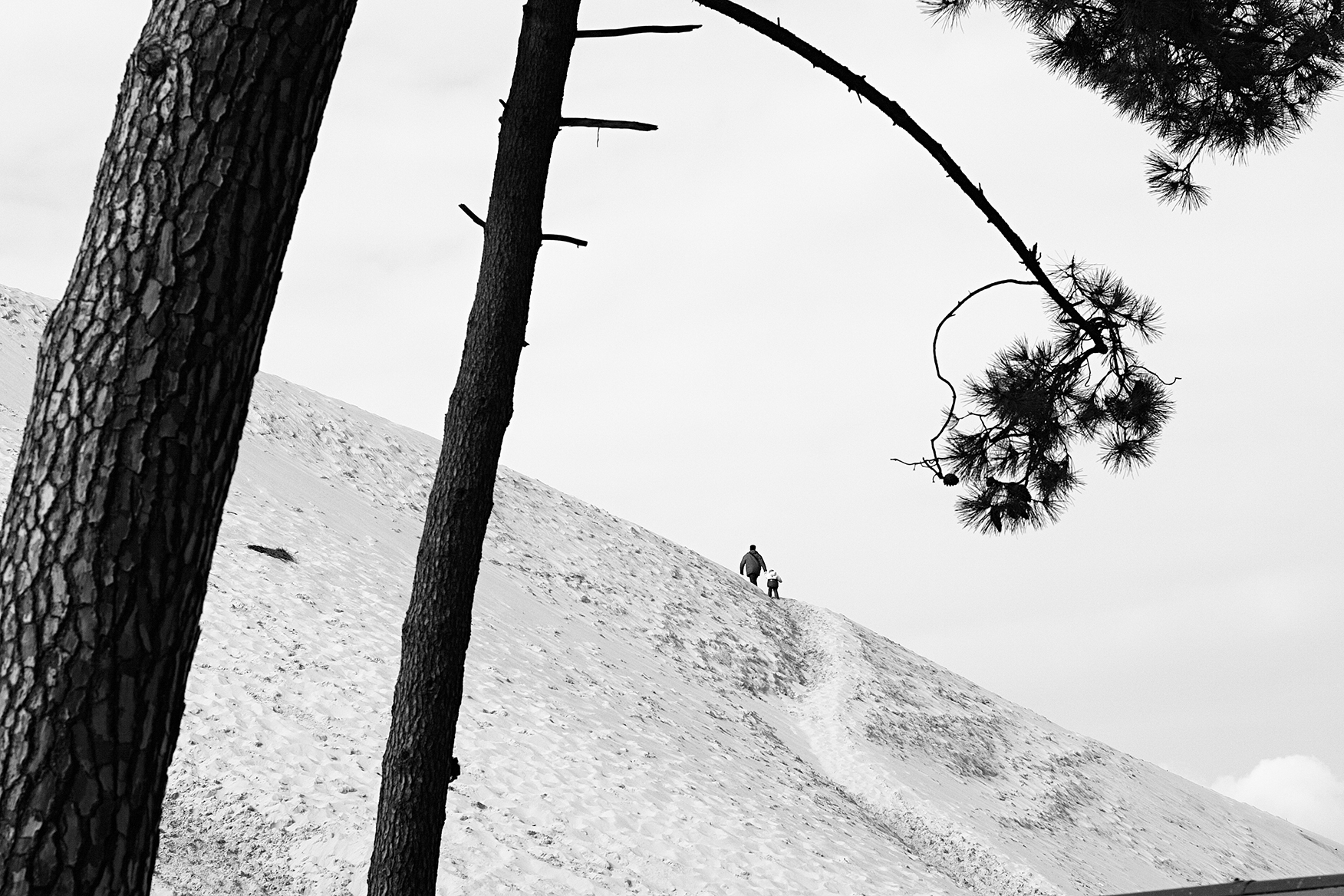

### Helling

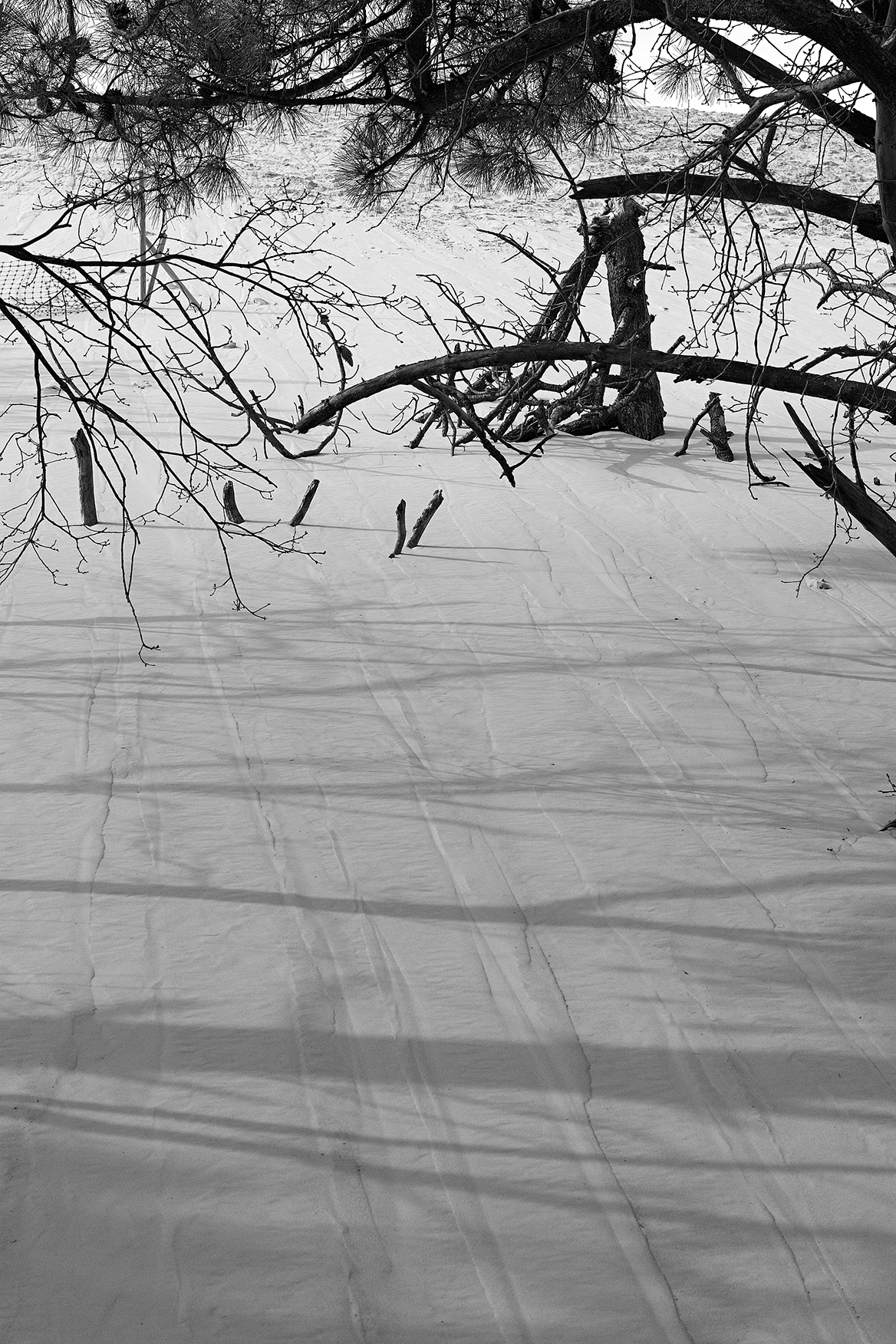
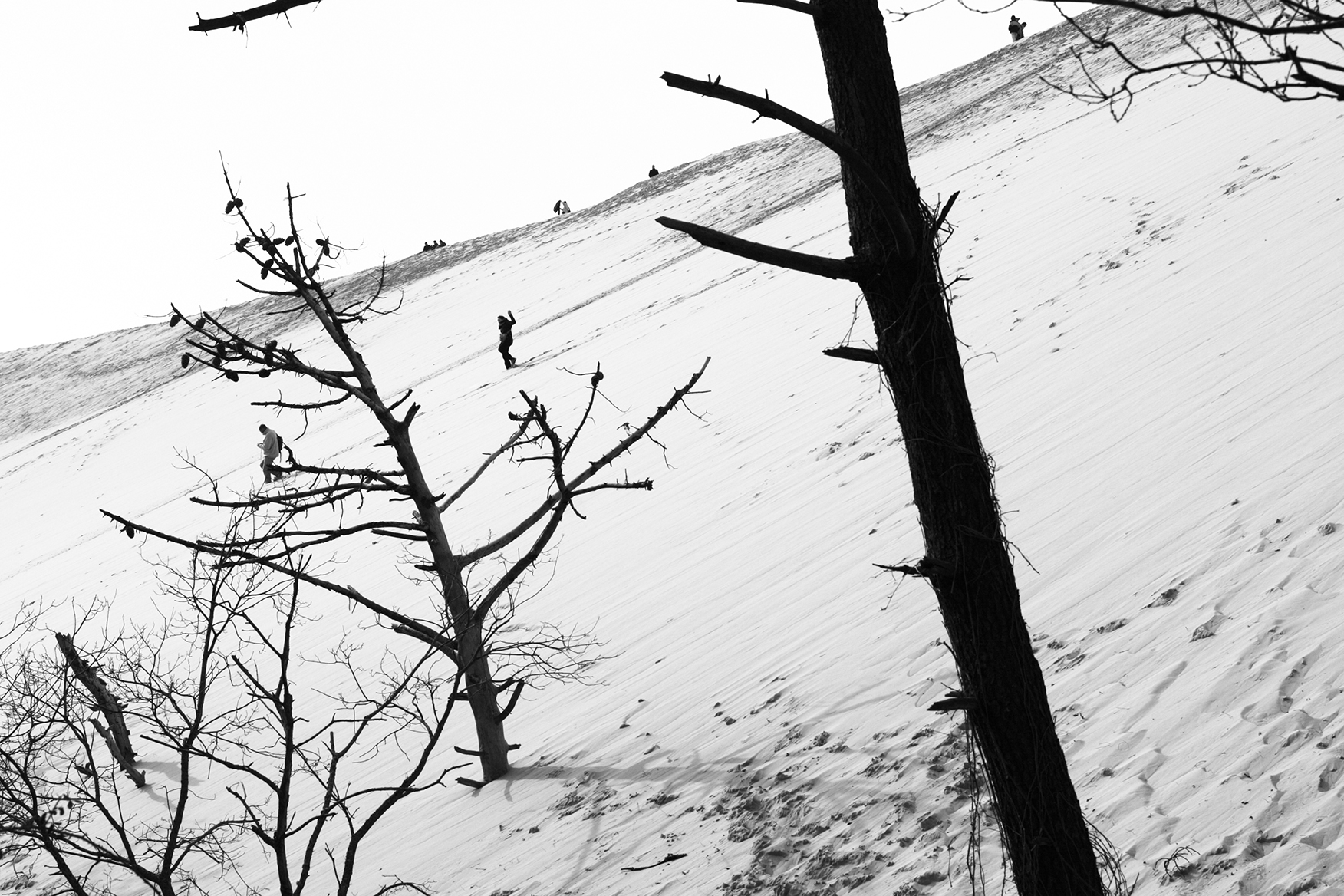

### Contrast tussen het zand en het bos

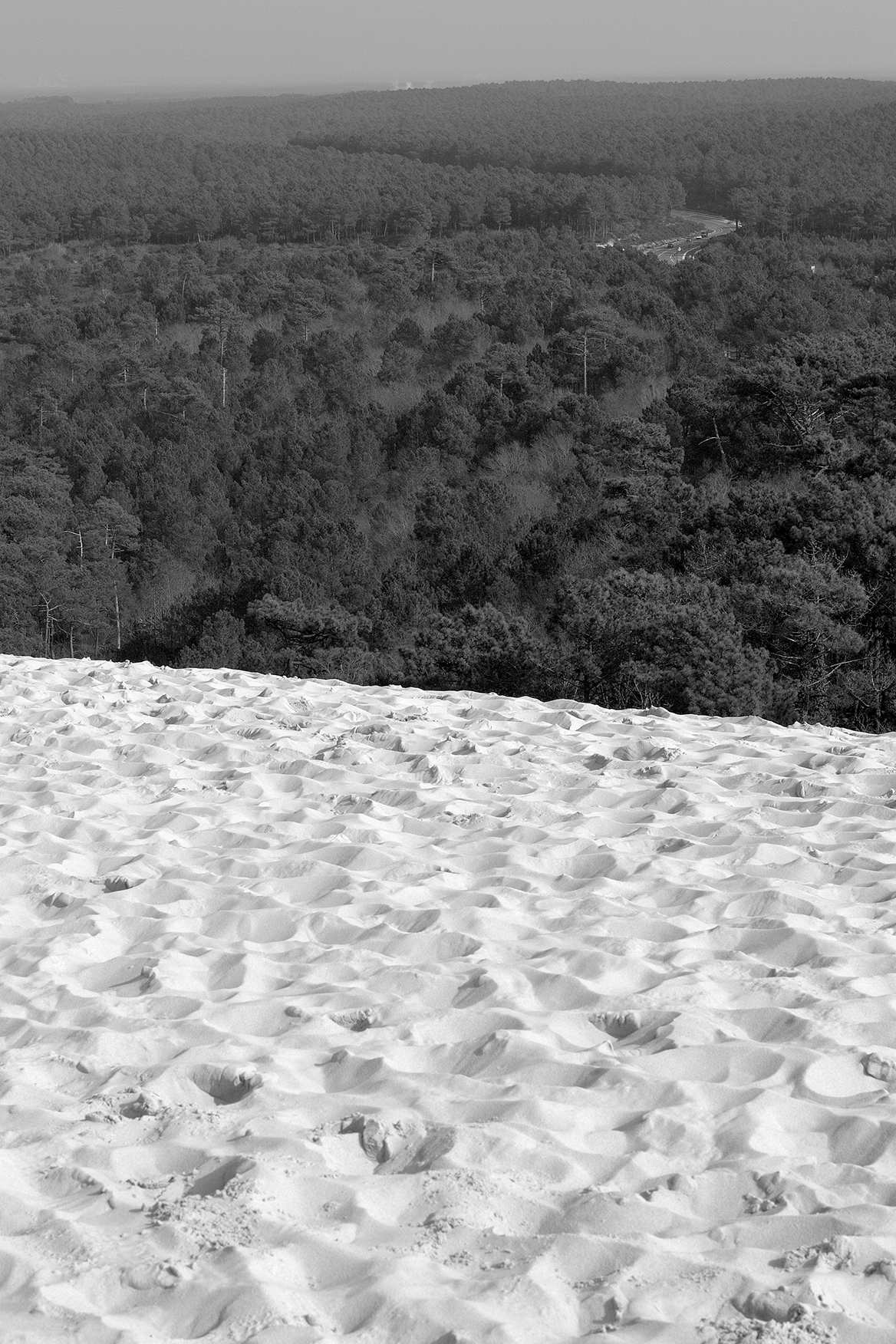
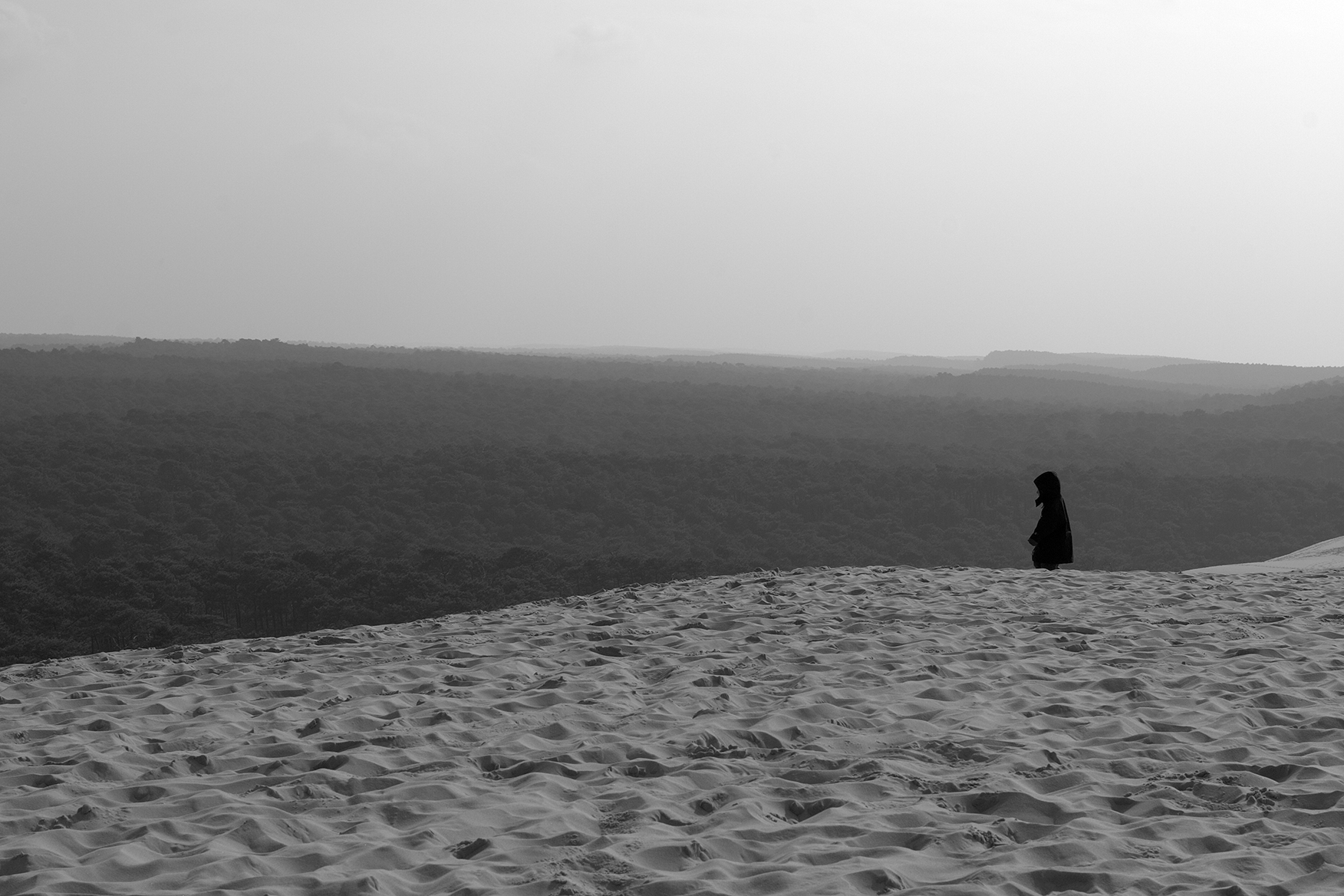
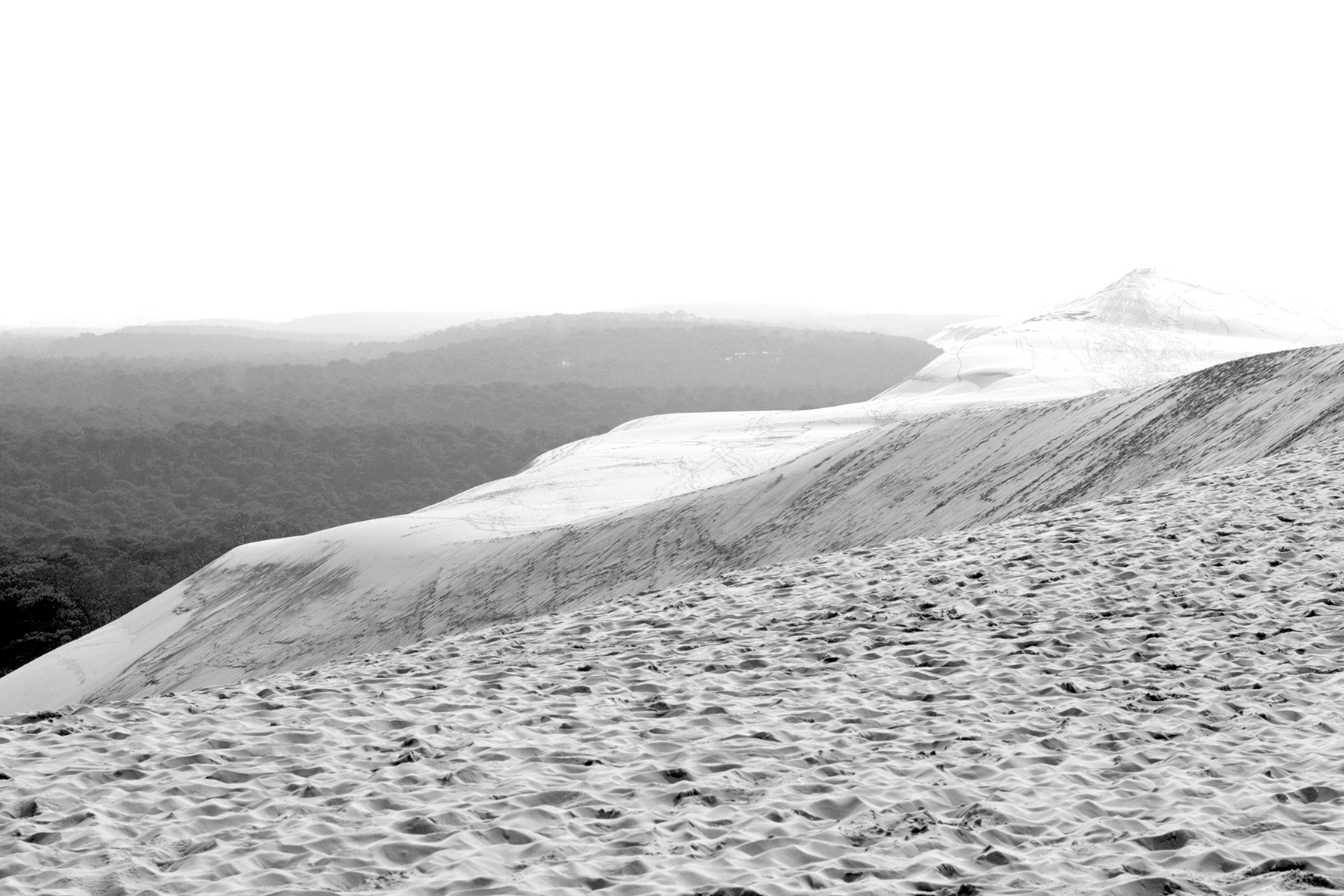
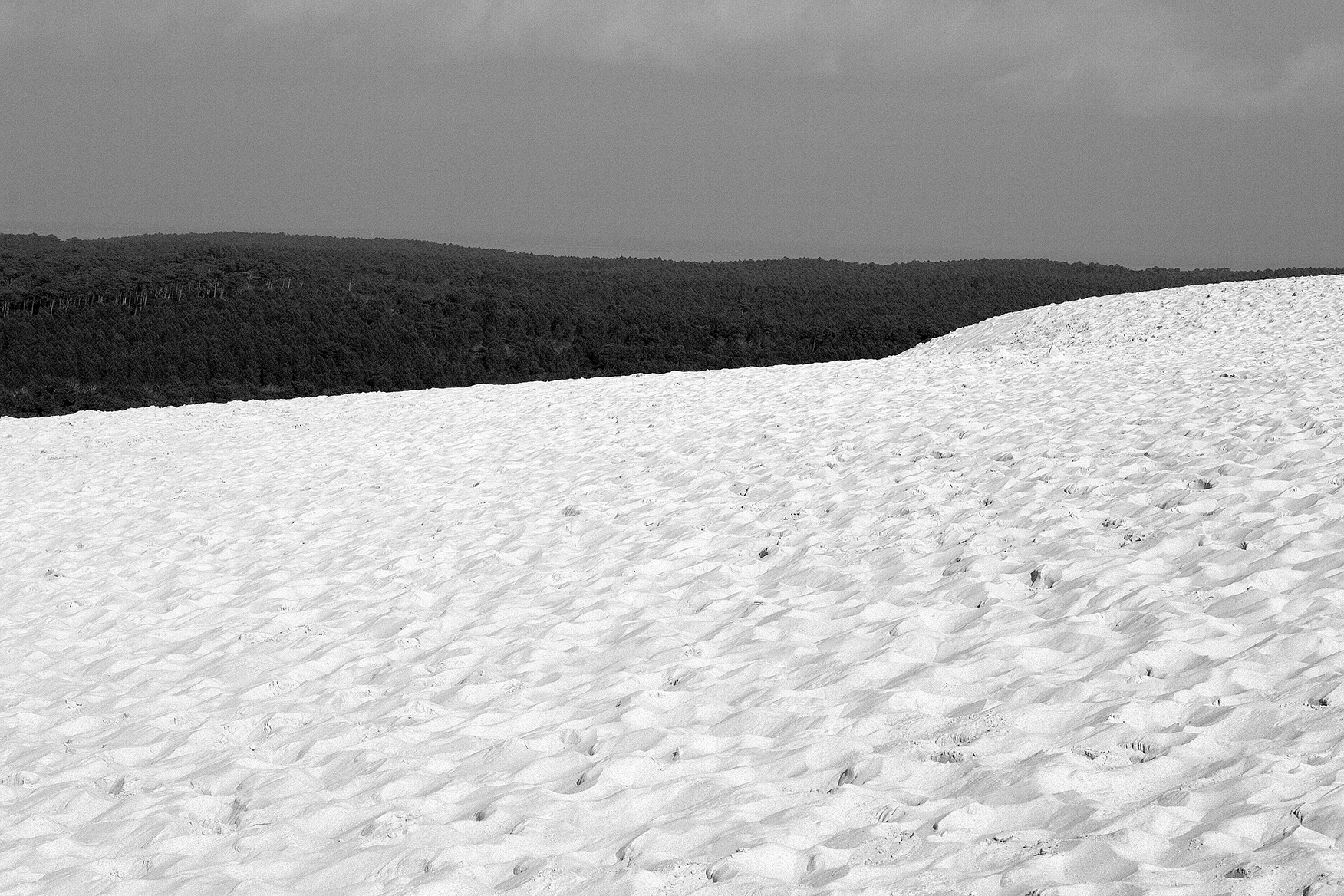

### Duin en oceaan

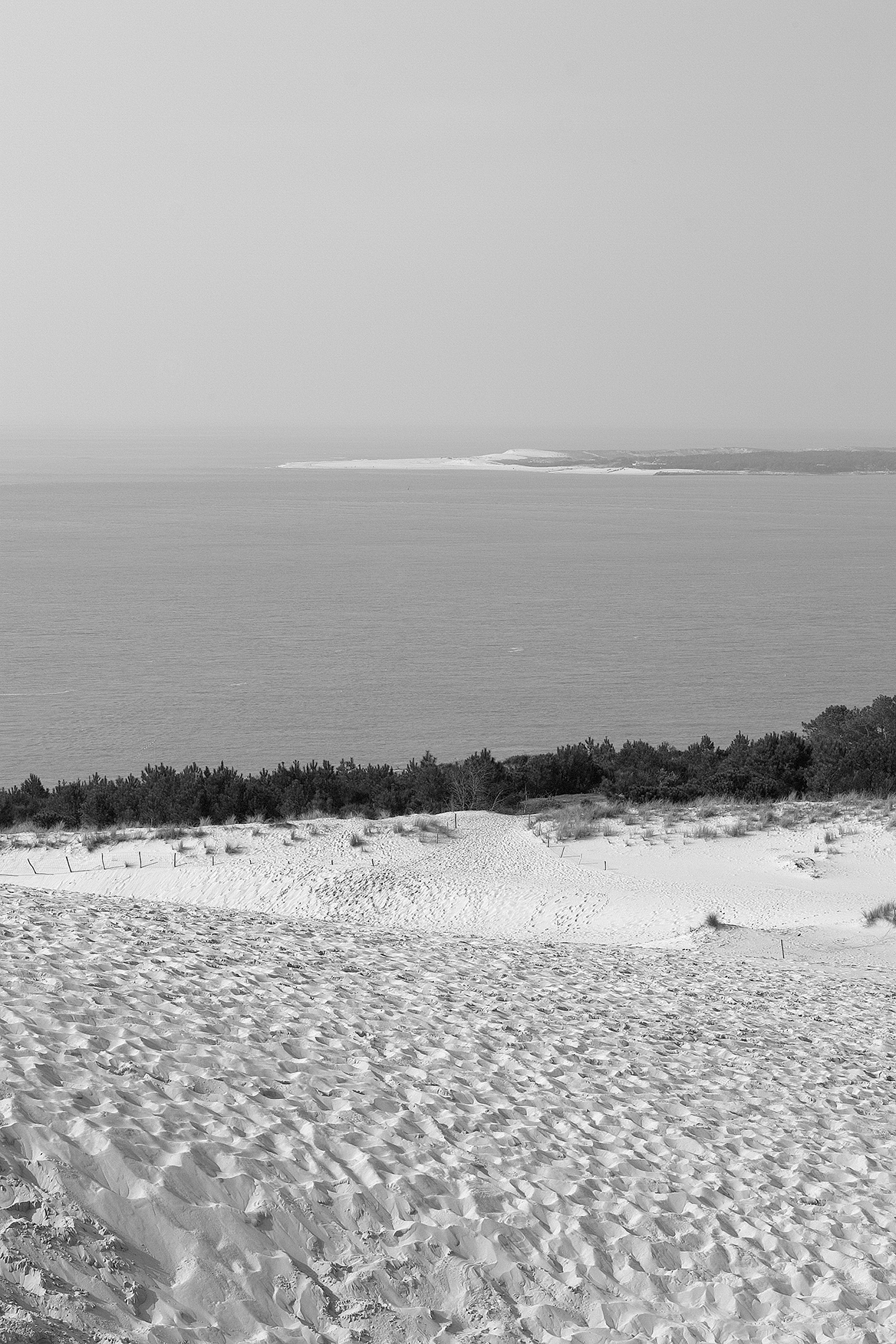
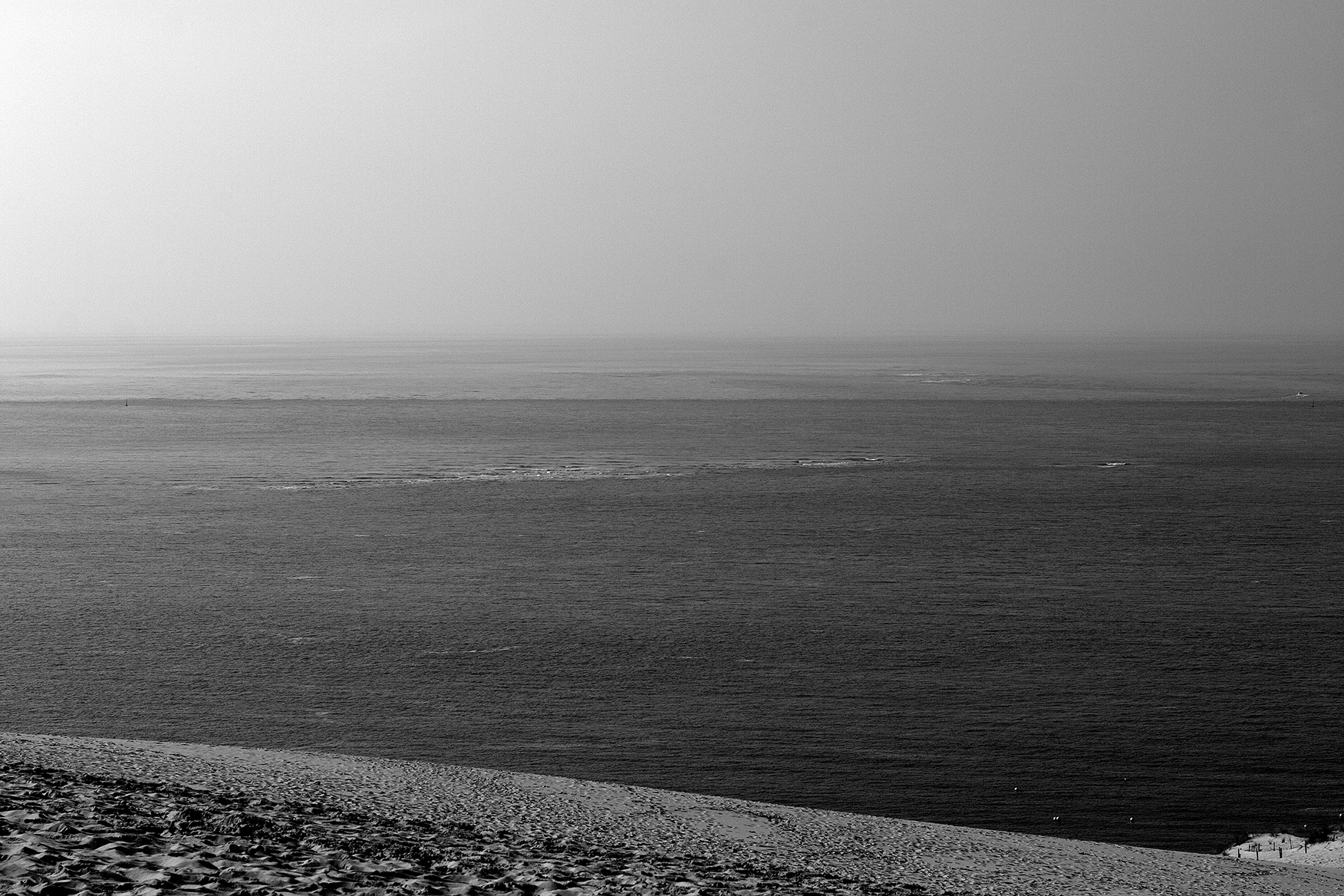
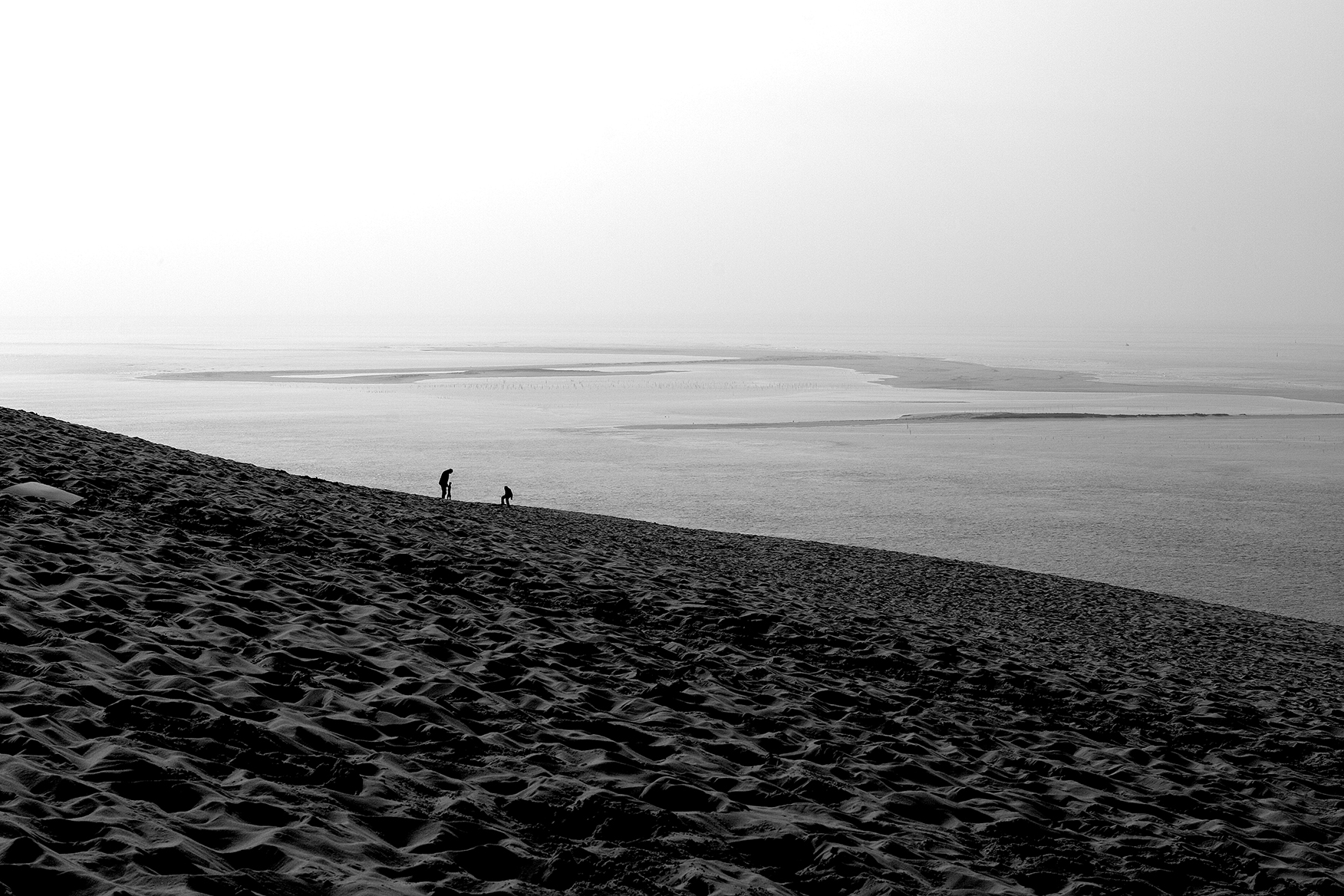